# OPM (Band)
OPM ist eine US-amerikanische Band aus dem Bundesstaat Kalifornien. Ihr Musikstil ist eine Mischung aus Hip-Hop, Pop und Reggae. Ihre bekannteste Single ist die Debütsingle Heaven Is a Halfpipe vom Album Menace to Sobriety (in Anspielung auf den Begriff „menace to society“). Beide wurden durch Atlantic Records im August des Jahres 2000 veröffentlicht.

## Bandgeschichte
Zum Zeitpunkt der Veröffentlichung des Albums Menace to Sobriety bestand die Band nur aus drei festen Mitgliedern, nämlich Matthew Meschery aka Shakey Lo the Kreation Kid (Gesang, Keyboard, Programmierung), John Edney aka johne. Necro (Gesang) sowie Geoff Turney aka Casper (Gitarre). Für die Tour wurde die Band durch weitere Musiker verstärkt.
Nach der Menace to Sobriety-Tour trennte sich das bis dahin sehr kreative und einflussreiche Bandmitglied Matthew von der Band. Bei sämtlichen Songs auf dem Menace to Sobriety-Album wirkte Matthew sowohl beim Songwriting als auch als (Sprech-)Sänger mit. Über die genauen Gründe der Trennung gibt es keine öffentlichen Statements. Etwas seltsam mutet die Tatsache an, dass nach dem Abgang von Matthew dieser in der offiziellen Band-Biografie nicht einmal erwähnt wird. Matthew arbeitet heute bei dem Radiosender KQED in San Francisco.
Trotz des erfolgreichen Albums trennte sich die Band von der Schallplattenfirma Atlantic und ging im Jahr 2004 bei Suburban Noize Records in Vertrag, da sie mit Atlantics Zeitmanagement unzufrieden waren. Bandmitglied John E sagte zu diesem Thema: "They'd spent so much to promote the first album, that we thought everything was a go with the second record. But they kept sending us back into the studio…we wrote over 50 songs while waiting for the label to make a move. We finally got to the point where we realized that we needed more attention than they were giving us, so we started working on getting out of our deal."
Das zweite Studioalbum, Forthemasses (ein Wortspiel mit den zwei Sätzen "for the masses" und "for them asses"), wurde im Juni des Jahres 2005 veröffentlicht. Das Album wurde von OPM und Steve Gallagher produziert, der bereits mit Sugar Ray und Cypress Hill gearbeitet hat.
Im Juli 2006 wurde ein neues Album mit dem Namen California Poppy veröffentlicht. Zusätzlich zu den zwei ursprünglichen Bandmitgliedern John und Geoff zählen aktuell vier weitere Mitglieder fest dazu: Big B (Gesang), Matt (Bass), Jonathan (Keyboard) und Carlos (Schlagzeug).

## Diskografie

### Alben
- 2000: Outlaws, Perverts, and Misfits (EP)
- 2000: Menace to Sobriety
- 2004: ForThemAsses
- 2006: California Poppy
- 2006: In the OPMden (EP)
- 2008: Golden State of Mind
- 2012: Heaven Can Wait (EP)

### Singles
- 2001: Heaven Is a Halfpipe
- 2001: Stash Up
- 2002: El capitan
- 2005: Horny
- 2006: Lovely